# Baker Knob
Der Baker Knob ist ein kleiner, abgerundeter Hügel mit steil abfallendem Osthang am östlichen Ende der Thurston-Insel vor der Küste des westantarktischen Ellsworthland. Er ragt 3 km nördlich des Harrison-Nunataks auf.
Das Advisory Committee on Antarctic Names benannte ihn nach T. W. Baker, Fotograf der Ostgruppe des United States Navy bei der Operation Highjump (1946–1947), der Luftaufnahmen von der Thurston-Insel und den angrenzenden Küstengebieten erstellte.